# Saint-André-des-Arts (Paris)
Die Kirche Saint-André-des-Arts (früher auch Saint-André-des-Arcs und Saint-André-des-Ars geschrieben) war ein Gotteshaus im 6. Arrondissement in Paris. Sie stand an der Stelle, an der sich heute die Place Saint-André-des-Arts befindet.

## Geschichte
Die Kirche wurde von 1210 bis 1212 auf der Gemarkung Clos du Laas (der Landstreifen südlich der Seine zwischen dem Pont Saint-Michel und der westlichen Stadtmauer an der Tour de Nesle) gebaut, weswegen sie anfangs auch Saint-André-de-Laas hieß. Der Überlieferung nach war sie ein Ersatzbau für eine antike Kapelle, von der allerdings keinerlei Spuren mehr gefunden wurden. Bis 1345 stand Saint-André unter dem Patronat der Abtei Saint-Germain-des-Prés und wurde in diesem Jahr dann an die Universität Paris abgetreten. Im Jahr 1401 wählte die gerade gegründete Confrèrie Saint-Jean l'Evangéliste des Libraires Saint-André zu ihrer Kirche. 
Zwar wurde Saint-André-des-Arts im Jahr 1660 völlig neu gebaut, doch war sie zu Beginn der Revolution bereits wieder sehr verfallen. Dennoch wurde sie zu einem Temple de la Raison, also einer Kirche der revolutionären Ersatzreligion gemacht, sowie zu einem Treffpunkt für einen revolutionären Club. Später wurde sie verkauft und im Jahr 1807 schließlich abgerissen.

## Taufen, Hochzeiten, Bestattungen
- 1545: Taufe von François Paré, Sohn von Ambroise Paré und Jeanne Maselin (4. Juli 1545)
- 1548: Hochzeit von Jean Dorat und Marguerite de Laval (21. Dezember 1548)
- 1553: Taufe von Jacques Auguste de Thou (8. Oktober 1553)
- 1566: Bestattung von Charles Dumoulin († 1566)
- 1590: Bestattung von Ambroise Paré († 20. Dezember 1590)
- 1617: Bestattung von Jacques Auguste de Thou († 1617)
- 1640: Bestattung von André Duchesne († 30. Mai 1640)
- 1643: Taufe von Mathhieu Pousset, Sohn von Jacques Pousset de Montauban und weiterer Kinder 1656, 1660 und 1662
- 1659: Hochzeit von Charles d’Artagnan de Batz-Castelmore und Anne Charlotte de Champlecy (3. April 1659)
- 1660: Bestattung von Pierre d’Hozier († 1. Dezember 1660)
- 1678: Bestattung von Robert Nanteuil († 9. Dezember 1678)
- 1694: Taufe von François-Marie Arouet, genannt Voltaire, (22. November 1694)
- 1698: Bestattung von Louis-Sébastien Le Nain de Tillemont († 10. Januar 1698)
- 1707: Bestattung von Louis Cousin († 16. Februar 1707)
- 1716: Bestattung von Henri d’Aguesseau († 17. September 1716)
- 1731: Bestattung von Antoine Houdar de la Motte († 26. Dezember 1731)
- 1786: Hochzeit von Jacques Nicolas Billaud-Varenne und Anne Angélique Doye (12. September 1786)

## Rue Saint-André-des-Arts
Die zur Kirche Saint-André-des-Art gehörende gleichnamige Straße führte früher von der Kirche zur Rue de la Huchette und ins Quartier Latin. Beim Bau des Boulevard Saint-Michel und der dortigen Häuser wurde sie überbaut. Heute führt die Rue Saint-André des Arts von der Place nach Westen zur Rue de Buci und nach Saint-Germain und hat damit den Namen Rue Saint-Germain verdrängt.